# Sidorchukdispus ekaterinae
Sidorchukdispus ekaterinae (лат.) — вид термитофильных клещей, единственный в составе рода Sidorchukdispus из семейства Microdispidae (секция Heterostigmata, инфраотряд Eleutherengona). Эндемик Южной Африки.

## Распространение
Африка: ЮАР, Северо-Западная провинция, около Почефструма, резерват Faan Meintjes Nature Reserve, 26°42’S 26°42’E.

## Описание
Микроскопического размера клещи (длина около 0,15 мм). Форма тела овальная. Длина идиосомы 140—160 мкм, ширина 80—85 мкм. Длина гнатосомы 16—18 мкм, ширина 14—15 мкм. Длина стилетов хелицер 11—13 мкм. Бесцветные или бледно-жёлтые. Продорзум не покрыт тергитом C. Гнатосомальная капсула прогнатическая, субтреугольная, немного длиннее своей ширины, дорзально с двумя парами хелицеральных щетинок (cha, chb); развиты постпальпальные щетинки (pp) и соленидии на третьих парах лапок. Вид Sidorchukdispus ekaterinae найден на термитах вида Trinervitermes trinervoides (Isoptera: Termitidae).

## Систематика и этимология
Вид Sidorchukdispus ekaterinae был впервые описан в 2019 году российскими акарологами Александром Хаустовым (Тюменский государственный университет) и Сергеем Ермиловым вместе с коллегами из ЮАР. Род сходен с Ethiodispus Khaustov, 2017. Своими необычными признаками (длинными стилетами хелицер, соленидием на третьих парах лапок) выделяется среди близких групп гетеростигматных клещей (Heterostigmata). Наличием соленидия на третьей паре лапок он более сходен с представителями другого сестринского надсемейства Raphignathoidea. Что это, результат эволюционной реверсии или апоморфный признак остаётся неясным. 
Видовое и родовое названия Sidorchukdispus ekaterinae даны в честь российского акаролога и палеонтолога Екатерины Алексеевны Сидорчук (1981—2019), трагически погибшей.